# Schurawno
Schurawno (ukrainisch und russisch Журавно – auch Журавне Schurawne; polnisch Żurawno) ist eine Siedlung städtischen Typs im Rajon Stryj der Oblast Lwiw im Westen der Ukraine. Die Ortschaft liegt am Ufer des Dnister etwa 67 Kilometer südöstlich der Oblasthauptstadt Lwiw.

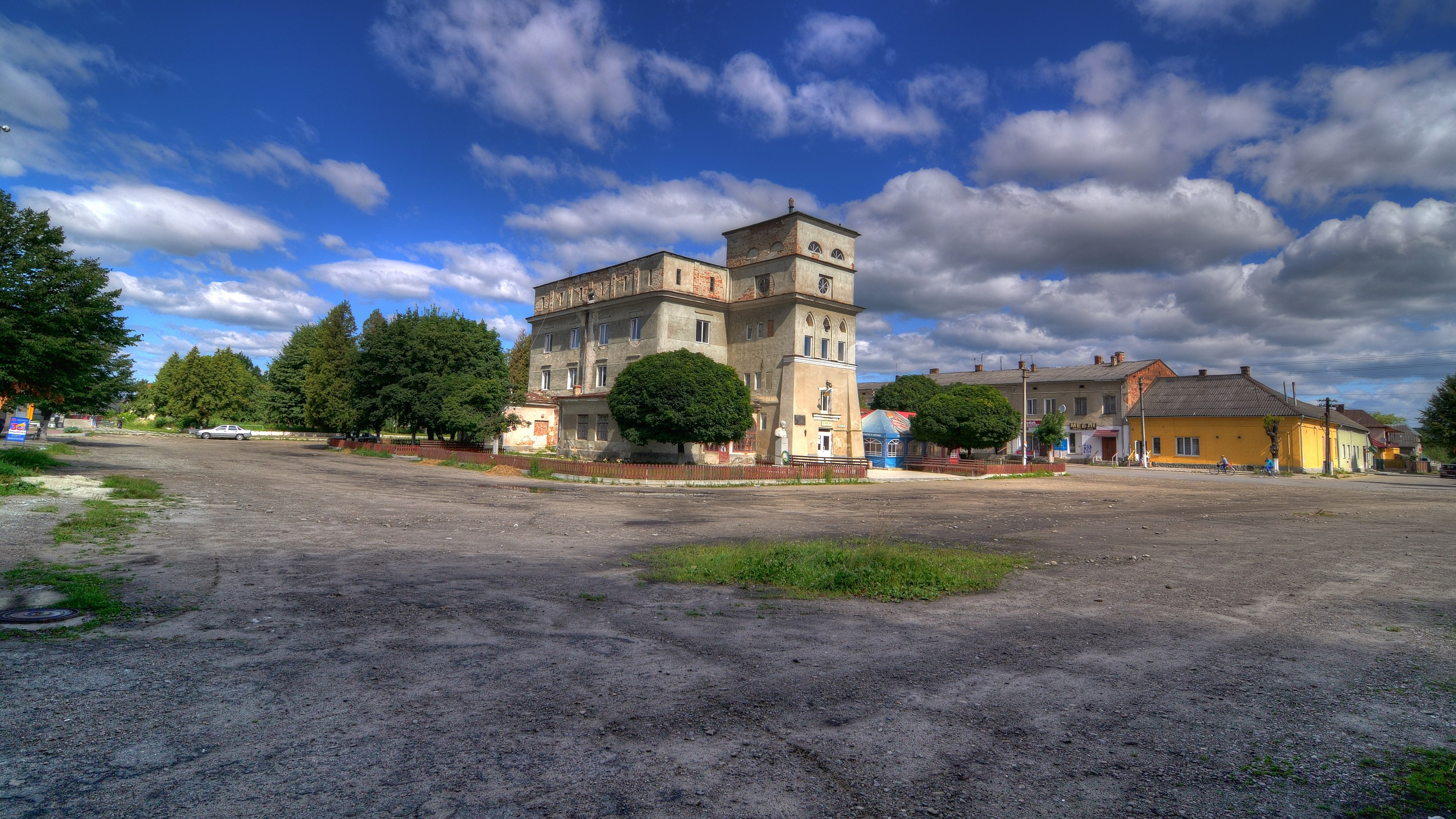
Blick auf den Hauptplatz im Ort

## Geschichte
Der Ort wurde 1435 zum ersten Mal schriftlich erwähnt und erhielt 1563 das Magdeburger Stadtrecht. 1676 wurde im Ort der Vertrag von Żurawno geschlossen, von 1774 bis 1918 gehörte der Ort unter seinem polnischen Namen Żurawno zum österreichischen Galizien und war von 1854 bis 1867 Sitz einer Bezirkshauptmannschaft, danach wurde er den Bezirken Kałusz und Żydaczów zugeschlagen, der Sitz eines Bezirksgericht des Bezirks Żydaczów entstand 1867.
Nach dem Ende des Ersten Weltkrieges kam der Ort zu Polen (in die Woiwodschaft Stanislau, Powiat Żydaczów, Gmina Żurawno), 1927 wurde das bis dahin selbstständige Dorf Pobereże eingemeindet. Im Zweiten Weltkrieg wurde der Ort kurzzeitig von der Sowjetunion und dann bis 1944 von Deutschland besetzt. Unter sowjetischer Besatzung wurde der Ort auf den Status eines Dorfs herab-, 1957 dann auf eine Siedlung städtischen Typs heraufgestuft.
Nach dem Ende des Krieges wurde der Ort der Sowjetunion zugeschlagen und kam dort zur Ukrainischen SSR und ist seit 1991 ein Teil der unabhängigen Ukraine.

## Verwaltungsgliederung
Am 12. Juni 2020 wurde die Siedlung zum Zentrum der neu gegründeten Siedlungsgemeinde Schurawno (Журавненська селищна громада/Schurawenska selyschtschna hromada) im Rajon Stryj. Zu dieser zählen die 26 in der untenstehenden Tabelle aufgelistetenen Dörfer; bis dahin bildete sie zusammen mit dem Dorf Nowoschyny der Siedlungsratsgemeinde Schurawno als Teil des Rajons Schydatschiw.
Folgende Orte sind neben dem Hauptort Schurawno Teil der Gemeinde:
| Name                     | Name        | Name                       | Name                |
| ukrainisch transkribiert | ukrainisch  | russisch                   | polnisch            |
| ------------------------ | ----------- | -------------------------- | ------------------- |
| Antoniwka                | Антонівка   | Антоновка (Antonowka)      | Antoniówka          |
| Bujaniw                  | Буянів      | Буянов (Bujanow)           | Bujanów             |
| Demiwka                  | Демівка     | Демовка (Demowka)          | Demidów             |
| Dubrawka                 | Дубравка    | Дубравка                   | Dubrawka            |
| Kortschiwka              | Корчівка    | Корчёвка (Kortschjowka)    | Korczówka           |
| Kotoryny                 | Которини    | Которины (Kotoriny)        | Kotoryny            |
| Krechiw                  | Крехів      | Крехов (Krechow)           | Krechów             |
| Ljubscha                 | Любша       | Любша                      | Lubsza              |
| Ljutynka                 | Лютинка     | Лютинка (Ljutinka)         | Lutynka             |
| Lyskiw                   | Лисків      | Лысков (Lyskow)            | Łysków              |
| Marynka                  | Маринка     | Маринка (Marinka)          | Marynka             |
| Masuriwka                | Мазурівка   | Мазуровка (Masurowka)      | Mazurówka           |
| Melnytsch                | Мельнич     | Мельнич (Melnitsch)        | Mielnicz            |
| Monastyrez               | Монастирець | Монастырец                 | Manasterzec         |
| Nowoschyny               | Новошини    | Новошины (Nowoschiny)      | Nowoszyny           |
| Podoroschnje             | Подорожнє   | Подорожное (Podoroschnoje) | Lachowice Podróżne  |
| Protessy                 | Протеси     | Протесы                    | Protesy             |
| Romaniwka                | Романівка   | Романовка (Romanowka)      | Romanówka           |
| Sahrabiwka               | Заграбівка  | Заграбовка (Sagrabowka)    | Demnia Lachońska    |
| Saritschne               | Зарічне     | Заречное (Saretschnoje)    | Lachowice Zarzeczne |
| Stare Selo               | Старе Село  | Старое Село (Staroje Selo) | Stara Wieś          |
| Suljatytschi             | Сулятичі    | Сулятичи (Suljatitschi)    | Sulatycze           |
| Sydoriwka                | Сидорівка   | Сидоровка (Sidorowka)      | Izydorówka          |
| Ternawka                 | Тернавка    | Тернавка                   | Tarnawka            |
| Tschertisch              | Чертіж      | Чертиж                     | Czerteż             |
| Wolodymyrzi              | Володимирці | Владимирцы (Wladimirzy)    | Włodzimirce         |

## Persönlichkeiten
- Mikołaj Rej (1505–1569), polnischer Dichter, Poet und Politiker
- Moses Rosenmann (1867–1948), österreichisch-israelischer Rabbiner
- Karl Wiesel (1881–1941), österreichischer Unternehmer, Filmkaufmann und -produzent
- Abraham Meir Habermann (1901–1980), israelischer Literaturwissenschaftler und Mediävist